# Christiaan Ernst Graaf
Christiaan Ernst Graaf (Rudolstadt, 1723 – Den Haag, 1804), geboren als Christian Ernst Graf, was een Nederlands dirigent en componist van Duitse komaf.

## Leven
Christian Ernst Graf (de naam werd vernederlandst in zijn latere jaren) was zoon van muzikant Johann Graf (1684-1750), de kapelmeester van de prins van Schwarzburg-Rudolstadt. De zoon volgde zijn vader in die functie op. Tijdens een reis door Nederland in 1748 bleef hij er wonen; verondersteld wordt dat hij schuldeisers in Duitsland wilde ontlopen. Hij was enige tijd "dansmeester" in Amsterdam. Rond 1750 was hij te vinden in Middelburg, waar hij kapelmeester werd van het Collegium Musicum, dat hij naar een hoger niveau tilde. Hier ontstonden omstreeks 1756 zijn eerste gedrukte composities, de zes symfonieën voor strijkers opus 1, waarvan de bladmuziek door Suenonius Mandelgreen werd uitgegeven.
Na een aantal jaren vertrok hij naar Den Haag als kapelmeester van Anna van Hannover, weduwe van stadhouder Willem IV van Oranje-Nassau. Blijkens de door hem genoemde titel van "Muziek Compositeur aen het Hof van S.D.H. den Heere Prince van Oranje" werd hij in 1759 hofcomponist van de toen elfjarige Willem V. Van 1766 tot 1790 was hij leider van diens stadhouderlijke kapel, een ensemble van ongeveer vijftien musici in vaste betrekking, een aantal dat naar behoefte uitgebreid werd. De betaling wilde echter niet altijd vlotten.
De familie Graaf (vermoedelijk zonder kinderen) woonde enige tijd aan de Ammunitiehaven (het duurdere gedeelte) en Prinsegracht Zuidzijde 132.
In 1790 ging hij met pensioen; zijn opvolger was de violist Jean Malherbe. Graaf overleed aan een slijmberoerte en werd op 18 april 1804 begraven in de Grote Kerk te Den Haag.
Zijn broer Friedrich Hermann Graf (1727-1795) was fluitist, paukenist en kapelmeester in onder meer Augsburg.

## Werken
Door de jaren heen verscheen van zijn hand een aantal composities, waaronder
- het oratorium Der Tod Jesu (1802) voor gemengd koor en groot ensemble op tekst van Karl Wilhelm Ramler[5]
- het lied Laat ons juichen, Batavieren geschreven voor de installatie van Willem V in 1766; de jonge Wolfgang Amadeus Mozart zou er later tijdens zijn verblijf in Den Haag een achttal variaties voor piano van/bij schrijven;[6]
- Duo économique pour un violon a deux mains et deux archets (voor twee spelers op één viool);[7]
- Sei quintetti, composti e dedicati a sua Altezza Reale Madam la Principessa d’Orangia e di Nassoria;[8]
- symfonieën;
- 12 strijkkwartetten in twee bundels van 1776 en 1777;[9]
- soloconcerten, waaronder een concert voor 6 pauken;
- pianotrio’s;
- sonaten;
- liederen, onder meer op tekst van de Kleine gedigten voor kinderen van Hiëronymus van Alphen.

Veel van zijn werken behoren tot het vergeten repertoire, maar een flink aantal van zijn werken wist een opname op cd te behalen. In 1998 verscheen een cd waarop Jasperina de Jong en Lieuwe Visser een vijftal liedjes van hem zongen op gedichten van Hiëronymus van Alphen. De galante stijl van zijn werken is behoudend en is wel vergeleken met die van de zonen van Johann Sebastian Bach, alhoewel Der Tod Jesu meer invloeden van de klassieke stijl van Joseph Haydn heeft. Hij schreef ook een muziektheoretische verhandeling over basso continuo, getiteld Proeve over de natuur der harmonie in de generaal bas, benevens een onderricht eener korte en regelmatige becyffering (1782).